# Meroles ctenodactylus
Meroles ctenodactylus är en ödleart som beskrevs av  Smith 1838. Meroles ctenodactylus ingår i släktet Meroles och familjen lacertider. Inga underarter finns listade i Catalogue of Life.